# 波斯蒂林岩
68°14′S 66°53′W / 68.233°S 66.883°W
波斯蒂林岩（Postillion Rock），是南極洲的岩石，位於葛拉漢地的法利埃海岸，處於羅馬四岬以南內尼港北部，在1936年由英國探險隊測量，現時由南極條約體系管理。